# Squallor (album)
| Recensione     | Giudizio |
| -------------- | -------- |
| Impatto Sonoro | Negativo |
| RapBurger      | 7.6/10   |
| Rockol         |          |
| Rolling Stone  |          |

Squallor è l'ottavo album in studio del rapper italiano Fabri Fibra, pubblicato il 7 aprile 2015 dalla Universal Music Group.

## Promozione
Annunciato dal rapper stesso attraverso Twitter il 7 aprile 2015, l'album è stato reso disponibile nello stesso giorno attraverso l'iTunes Store. Il 14 dello stesso mese l'album è stato distribuito anche nel formato CD.
Per promuovere Squallor il rapper non ha fatto alcun annuncio precedente la pubblicazione del disco, e non lo ha esposto con apparizioni radiofoniche o televisive, spingendolo unicamente sui suoi profili social. I videoclip di brani Il rap nel mio paese e Come Vasco, sono stati pubblicati entrambi il 7 aprile. Il 20 luglio è stato pubblicato il videoclip del brano Playboy, in collaborazione con il rapper Marracash e pubblicato come doppio singolo il 7 luglio insieme al brano di Marracash Vita da star RMX.
Il 10 settembre è uscito il video di Alieno attraverso la pagina Facebook del rapper, seguito il 21 ottobre da quello di E tu ci convivi; il 23 ottobre è stato invece pubblicato l'album dal vivo Squallor Live, contenente l'intero concerto tenuto dal rapper sei giorni prima a Milano.

## Tracce
1. Troie in Porsche – 4:06 (musica: Antwan Thompson)
2. Amnesia – 5:01 (musica: Remi Tobbal, Guillaume Silvestri)
3. Lamborghini/Rime sul beat – 5:27 (musica: Lamborghini: Remi Tobbal, Guillaume Silvestri; Rime sul beat: Rosario Castagnola)
4. Rock That Shit (feat. Youssoupha) – 4:02 (testo: Fabrizio Tarducci, Youssoupha Mabiki – musica: Remi Tobbal, Guillaume Silvestri)
5. Come Vasco – 2:35 (musica: Raymond Martin)
6. Alieno – 3:00 (musica: Rashad Muhammad, Chauncey Hollis)
7. E tu ci convivi (feat. Gué Pequeno) – 5:51 (testo: Fabrizio Tarducci, Cosimo Fini – musica: Remi Tobbal, Guillaume Silvestri)
8. Cosa avevi capito? – 3:19 (musica: Oladipo Omishore)
9. Il rap nel mio paese – 4:36 (musica: Rosario Castagnola)
10. A volte (feat. Gel) – 3:56 (testo: Fabrizio Tarducci, Corrado Ferrarese – musica: Sarah Tartuffo)
11. A casa – 4:24 (musica: Remi Tobbal, Guillaume Silvestri)
12. Pablo Escobar/Skit Squallor (feat. Lucariello) – 5:13 (testo: Skit Squallor: Fabrizio Tarducci, Luca Caiazzo – musica: Pablo Escobar: Rosario Castagnola; Skit Squallor: Sarah Tartuffo)
13. Squallor – 3:20 (musica: Rashad Muhammad)
14. Playboy (feat. Marracash) – 4:29 (testo: Fabrizio Tarducci, Fabio Rizzo – musica: Rosario Castagnola)
15. E.U.R.O. (feat. Clementino) – 4:06 (testo: Fabrizio Tarducci, Clemente Maccaro – musica: Noah Nwachukwu, Darius Bryant)
16. Dexter (feat. Nitro e Salmo) – 5:31 (testo: Fabrizio Tarducci, Nicola Albera, Maurizio Pisciottu – musica: Omar Walker)
17. Non me ne frega un cazzo (feat. Gemitaiz e MadMan) – 3:21 (testo: Fabrizio Tarducci, Davide De Luca, Pierfrancesco Botrugno – musica: Raymond Martin, Chauncey Hollis)
18. Sento le sirene – 4:05 (musica: Antwan Thompson)

Tracce bonus nell'edizione digitale
1. Dio c'è – 3:56
2. Trainspotting – 6:19
3. Voglio sapere – 4:52

## Formazione
Musicisti
- Fabri Fibra – voce
- Remi Tobbal – voce e cori (tracce 2 e 11)
- DJ Double S – scratch (tracce 3 e 4)
- Youssoupha – voce aggiuntiva (traccia 4)
- Gué Pequeno – voce aggiuntiva (traccia 7)
- Gel – voce aggiuntiva (traccia 10)
- Lucariello – voce aggiuntiva (traccia 12b)
- Marracash – voce aggiuntiva (traccia 14)
- Clementino – voce aggiuntiva (traccia 15)
- Nitro – voce aggiuntiva (traccia 16)
- Salmo – voce aggiuntiva (traccia 16)
- Gemitaiz – voce aggiuntiva (traccia 17)
- MadMan – voce aggiuntiva (traccia 17)

Produzione
- Amadeus – produzione (tracce 1 e 18)
- Medeline – produzione (tracce 2, 3a, 4, 7, 11, 19 e 21)
- D-Ross – produzione (tracce 3b, 9, 12a, 14 e 20)
- Rey Reel – produzione (tracce 5 e 17)
- HazeBanga – produzione (tracce 6 e 13)
- Hit-Boy – co-produzione (traccia 6), produzione (traccia 17)
- Dot the Genius – produzione (traccia 8)
- Star-T-Uffo – produzione (tracce 10 e 12b)
- De-Capo Music Group – produzione (traccia 15)
- Major Seven – produzione (traccia 16)
- Paola Zukar – produzione esecutiva
- Fabri Fibra – registrazione
- Marco Zangirolami – missaggio, arrangiamento (finale traccia 12)
- Gavin Lurssen – mastering

## Classifiche
| Classifica (2015) | Posizione massima |
| ----------------- | ----------------- |
| Italia            | 2                 |